# República Socialista de Chile

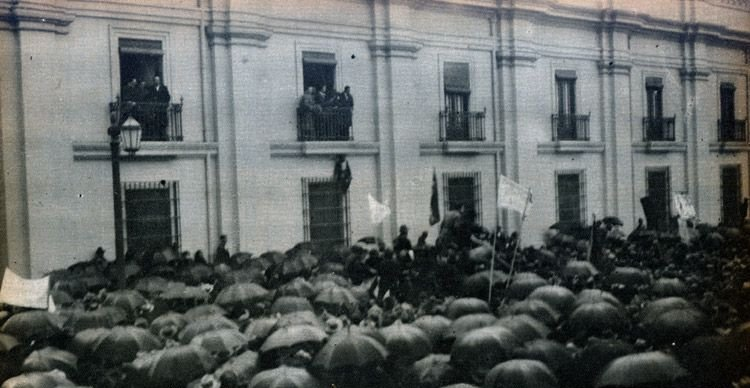
Aanhankelijkheidsdemonstratie van aanhangers van de socialistische republiek voor het Palacio de La Moneda, het presidentieel paleis in Santiago

De República Socialista de Chile (Nederlands: Socialistische Republiek Chili) was een kortstondige periode in de geschiedenis van Chili die van 4 juni tot 13 september 1932 duurde.

## Geschiedenis
De socialistische republiek werd op 4 juni 1932 uitgeroepen nadat militairen na een staatsgreep president Juan Esteban Montero ten val hadden gebracht. De militairen vormden een junta onder leiding van de gepensioneerde generaal Arturo Puga. De socialisten Carlos Dávila en Eugenio Matte traden tot de junta toe en kolonel Marmaduke Grove, het brein achter de staatsgreep, werd minister van Defensie. Nog een aantal andere militairen namen ook zitting in de junta.
Van het begin af aan was al duidelijk dat de socialistische republiek geen succes was. Behalve een aantal socialisten, populisten en radicalen was niemand bereid haar te steunen. Fel gekant tegen de nieuwe socialistische republiek waren de communisten en de vakbeweging die het socialistische karakter van de republiek in twijfel trokken vanwege de rol van de militairen. Studenten van de Katholieke Universiteit van Chili protesteerden tegen de nieuwe republiek en de democraten eisten het herstel van de "oude" republiek. Ambtenaren, vooral hen die onder president Montero dienden, behoorden tot de felste tegenstanders van de nieuwe republiek. Vanwege het toenemende verzet van het parlement, besloot de junta daags na de staatsgreep het Nationaal Congres van Chili te ontbinden. Om zich voorzien van de steun van de massa en het opkomende proletariaat besloot de junta gratis maaltijden (een half miljoen) uit te delen en dwong het de talrijke pandjeshuizen in Santiago om kleding, gereedschap en naaimachines terug te geven aan de mensen die ze hadden beleend. 

### Ondergang
Al na een paar dagen ontstond er onlust binnen de junta. De gematigden, meest militairen, verzetten zich tegen de plannen van de uiterst linkse juntaleden, die plannen maakten om grote industrieën te nationaliseren. Op 16 juni pleegde Carlos Dávila, een gematigde socialist, met hulp van enkele officieren een staatsgreep en liet de linkse juntaleden verbannen naar het Paaseiland. Dávila liet zichzelf daarop benoemen tot waarnemend president en kondigde de staat van beleg af. De nieuwe regering voerde een strikte perscensuur in en liet leidende leden van de communistische partij arresteren. Op 13 september volgde wederom een staatsgreep en nam generaal Bartolomé Blanche de macht in handen. Na een opstand van het garnizoen te Concepción, droeg Blanche de macht over aan Abraham Oyanedel, de voorzitter van het hooggerechtshof. Zijn eerste daad als waarnemend president was het uitschrijven van nieuwe verkiezingen. In oktober 1932 werden de presidentverkiezingen gewonnen door Arturo Alessandri.
Ondanks het feit dat de socialistische republiek bijzonder chaotisch verliep en maar korte tijd bestond, zijn er toch een aantal belangrijke hervormingen tot stand gekomen, zoals de instelling van een ministerie van Volksgezondheid en de invoering van een werkloosheidsuitkering. Ook werd een kredietbank opgericht voor kleine boeren en arbeiders.  
De erkenning van de Sovjet-Unie door de socialistische republiek werd na het herstel van de burgerlijke republiek weer teruggedraaid.

## Junta van de Regering van de Socialistische Republiek Chili
| Ambt                   | Naam                                                                        | Aanvang ambtstermijn                  | Einde ambtstermijn                    |
| ---------------------- | --------------------------------------------------------------------------- | ------------------------------------- | ------------------------------------- |
| President van de Junta | Generaal Arturo Puga Osorio Carlos Dávila Espinoza                          | 4 juni 1932 16 juni 1932              | 16 juni 1932 8 juli 1932              |
| Leden                  | Carlos Dávila Espinoza Rolando Merino Reyes Pedro Nolasco Cárdenas Avendaño | 4 juni 1932 13 juni 1932 16 juni 1932 | 13 juni 1932 16 juni 1932 8 juli 1932 |
| Leden                  | Eugenio Matte Hurtado Alberto Cabero Díaz                                   | 4 juni 1932 16 juni 1932              | 16 juni 1932 8 juli 1932              |

## President van de Socialistische Republiek Chili
| Ambt                       | Naam                   | Aanvang ambtstermijn | Einde ambtstermijn |
| -------------------------- | ---------------------- | -------------------- | ------------------ |
| President van de Republiek | Carlos Dávila Espinoza | 8 juli 1932          | 13 september 1932  |

## Samenstelling kabinetten
- President van de Junta: Generaal Arturo Puga Osorio (militair) (4 juni 1932 - 16 juni 1932)
- President van de Junta: Dr. Carlos Dávila Espinoza (socialist) (16 juni 1932 - 8 juli 1932)
- President van de Republiek: Dr. Carlos Dávila Espinoza (socialist) (8 juli 1932 - 13 september 1932)

| Ministerie (Socialistische Republiek Chili) | Naam/Periode | Partij                           |
| ------------------------------------------- | --- | -------------------------------- |
| Binnenlandse Zaken                          | Arturo Puga Osorio (1932) Rolando Merino Reyes (1932) Arturo Ruiz Maffei (1932) Juan Antonio Ríos Morales (1932) Eliseo Peña Villalón (1932) Joaquín Fernández y Fernández (1932) Bartolomé Blanche Espejo (1932) | Mil. NAP Mil. PR PRS Onafh. Mil. |
| Buitenlandse Zaken en Handel                | Luis Barriga Errázuriz (1932) | NAP                              |
| Financiën                                   | Alfredo Lagarrigue Rengifo (1932) Enrique Zañartu Prieto (1932) Ernesto Barros Jarpa (1932) | Onafh. PLD PL                    |
| Nationale Defensie                          | Marmaduque Grove Vallejo (1932) Arturo Puga Osorio (1932) Pedro Lagos Lagos (1932) | NAP/Mil. Mil.                    |
| Justitie                                    | Pedro Antonio Fajardo Ulloa (1932) Santiago Pérez Peña (1932) Guillermo Bañados Honorato (1932) | PD PL PD                         |
| Openbaar Onderwijs                          | Eugenio González Rojas (1932) Carlos Soto Rengifo (1932) Luis David Cruz Ocampo (1932) | Onafh.                           |
| Sociale Zaken                               | Víctor Navarrete Senn (1932) | PD                               |
| Arbeid en Volksgezondheid                   | Ramón Álvarez Jabalquinto (1932) Ignacio Toro Espinoza (1932) Juan Bautista Rossetti Colombino (1932) | Onafh. Mil. PRS                  |
| Landbouw                                    | geen opgave |                                  |
| Huisvesting                                 | Carlos Alberto Martínez Martínez (1932) Virgilio Jesús Morales Vivanco (1932) Eliseo Peña Villalón (1932) | NAP PDa PRS                      |